# 新ダイワ工業
新ダイワ工業株式会社（しんダイワこうぎょう）は、かつて存在した、農業用機械（刈払機など）、林業用機械（チェーンソーなど）、建設用機械（溶接機、発電機、投光器など）を製造、販売するメーカーである。
本社は広島県広島市安佐南区に置かれていた。
現在は経営統合後の事業会社となった株式会社やまびこのブランドの1つとなっている。

## 沿革
- 1952年9月 - 浅本精機を創業。
- 1962年6月 - 新ダイワ工業株式会社を設立。
- 1969年6月 - 株式会社浅本精機を吸収合併。
- 1981年7月 - 広島証券取引所に上場。
- 1985年7月 - 大阪証券取引所2部に上場。
- 2000年3月 - 広島証券取引所廃止により、東京証券取引所2部に上場。
- 2003年2月 - 大阪証券取引所2部上場廃止。
- 2008年11月25日 - 東京証券取引所上場廃止。
- 2008年12月1日 - 共立と共同持株会社「株式会社やまびこ」を設立(代表取締役社長 浅本泰が代表取締役会長兼執行役員に就任)、新ダイワ工業はやまびこの完全子会社となる。
- 2009年10月1日 - 「株式会社やまびこ」が新ダイワ工業株式会社と株式会社共立を吸収合併し、新ダイワ工業株式会社は消滅した。

## 所在地
- 本社 - 広島県広島市安佐南区
- 千代田事業所 - 広島県山県郡北広島町
- 開発本部 グリーン機器中央設計グループ - 東京都立川市